# Хулуси Акар
Хулуси Акар (на турски: Hulusi Akar) е турски войник и политик, от 10 юли 2018 г. е Министър на националната отбрана на Република Турция. Преди това е бил началник на въоръжените сили на Турция между 2015 – 2018 г.

## Ранни години и военна кариера
Акар е роден през 1952 г. в Кайсери, Турция. През 1972 г. завършва Турската военна академия, а през 1973 г. - Турското училище за пехота. През 1975 г. посещава Университета "Куинс" в Белфаст за следване на магистърски студии по международна дипломация.
Той участва в академични програми по програмиране на компютри в Техническия университет на Близкия изток и по международни отношения във Факултета по политически науки на Университета в Анкара и завършва докторат в Университета на Босфора. Докторската му дисертация, която включва политическите и военните развития през 1919 г. по отношение на турския-американския съюз, е публикувана като книга от Турското историческо дружество под заглавие "Доклад за военната мисия на Харборд: изследвания за американска мисия за изясняване на факти и техния отражение върху турски-американските отношения".
Акар служи като командир на рота, началник на отдел и началник на различни части и щабове, включително на Генералния щаб на Турция. Той е инструктор в Училището за командване и щабова работа на армията и бива изпратен в чужбина като щабен офицер в разузнавателното подразделение на Южна Европа на Съюза на силите (AFSOUTH) от 1990 до 1993 г. От 1993 до 1994 г. той е военният помощник на командира на сухопътните войски и служи като главен офицер за обществена информация. По-късно той продължава това задължение за командира на Турските въоръжени сили от 1994 до 1997 г. След това той е изпратен като командир на турската бригада - Зеница / Босна от 1997 до 1998 г.
След като бива повишен на генерал-майор през 1998 г., той командва Вътрешната сигурност Бригада за две години, след което е главен планист и политически консултант в AFSOUTH от 2000 до 2002 г.[10] След като бива повишен на генерал-лейтенант през 2002 г., той поема командването на Военната академия за три години и по-късно е командир на Училището за командване и щабова работа на армията за две години до 2007 г.
След като бива повишен на генерал-полковник, той е командир на Логистиката на сухопътните войски, след което е командир на НАТО Бързо разполагаемия корпус-Турция и 3-тия корпус от 2009 до 2011 г. След като бива повишен на генерал през 2011 г., той служи като заместник-началник на Генералния щаб на Турция от 2011 до 2013 г. и командир на турските сухопътни войски от 2013 до 2015 г.

## Министър на националната отбрана
На 9 юли 2018 г. Акар бе назначен от президента на Турция Реджеп Таип Ердоган като министър на националната отбрана. Това беше първият път в историята на Турция, в който граждански правителство назначава активен военнослужещ на тази позиция.
През юли 2020 г. в реакция на 2020 г. армено-азербайджанския конфликт, Акар каза: "Ще продължим да застанем зад азербайджанските въоръжени сили и да предоставяме подкрепа на нашите азербайджански братя срещу Армения, която продължава своята агресивна политика." По време на турската инвазия в Северен Ирак срещу Работническата партия на Кюрдистан (ПКК), която е определена за терористическа организация от Турция, той посети турски военен баз в Ирак. Той подкрепя инсталирането на руската ракетна система C-400 въпреки опозицията на НАТО съюзниците на Турция. През ноември 2021 г. той отрече съществуването на Кюрдистан, независимо дали в Турция или Ирак, в тристранна дискусия с Тулай Хатимогуллари Оруч и Гаро Пайлан в Турския парламент относно използването на химически оръжия в иракски Кюрдистан.
На 17 април 2022 г. Турция стартира Операция "Килит-Пенче" срещу бойци на Работническата партия на Кюрдистан (ПКК), която също е определена за терористическа организация от САЩ и Европейския съюз.

## Награди и отличия
Акар е е награден с
- Орден за храброст „Nishan-e-Imtiaz“ от пакистанското правителство,

- „Медал на честта“ от турските въоръжени сили,
- „Медал за изключителна храброст и саможертва“ от турските въоръжени сили,
- Орден „Легион за заслуги“ от САЩ
- „Орден за заслуги на националната сигурност“ – Южна Корея
- „Отлична служба на Азербайджан във военното сътрудничество.“

## Личен живот
Aкар е женен за Шуле, те имат две деца. Владее свободно Английски и Италиански език.